# 210 a. C.
El año 210 a. C. fue un año del calendario romano prejuliano. En el Imperio romano, fue conocido como el año 544 ab urbe condita.

## Acontecimientos

### Hispania romana
- Llegan a la península ibérica Escipión el Africano como procónsul y Marco Junio Silano como propretor. Tras la muerte de su padre, Publio Cornelio Escipión, y su tío, Cneo Cornelio Escipión Calvo, a manos de los cartagineses, el joven Escipión el Africano asume el mando de las tropas romanas en Hispania. Su nombramiento refleja la insatisfacción del Senado romano con la cautelosa estrategia del propretor Cayo Claudio Nerón, entonces gobernannte en Hispania al norte del Ebro.

### República romana
- El hambre y la inflación con las que se enfrenta Roma se ven aliviadas por la pacificación por los romanos de Sicilia.
- El general cartaginés, Aníbal, demuestra su superioridad en las tácticas al infligir una severa derrota en Herdonia en Apulia sobre un ejército proconsular y matando al cónsul Gneo Fulvio Centumalo Máximo.
- El general romano, Marco Claudio Marcelo es elegido cónsul por cuarta vez y toma Salapia en Apulia, que se había rebelado y unido sus fuerzas a Aníbal.
- Publio Manlio Vulsón, pretor de Cerdeña.

### Grecia
- Después de aliarse con Aníbal, Filipo V de Macedonia ataca las posiciones romanas en Iliria, pero fracasa a la hora de tomar Córcira y Apolonia, que están protegidas por la flota romana. La hegemonía romana en el mar impide que le proporcione una ayuda efectiva a su aliado cartaginés en Italia. La Liga etolia, Esparta y el rey Atalo I de Pérgamo se unen a los romanos en la guerra contra Filipo V. Esta coalición es tan fuerte que Filipo V tiene que dejar de atacar territorio romano.

### China
- Qin Er Shi se convierte en emperador de la dinastía Qin de China.
- Se hacen los guerreros de terracota en el mausoleo del emperador Qin Shi Huang, Lintong, Shaanxi (dinastía Qin) (fecha aproximada).

## Nacimientos
- Ptolomeo V rey de la dinastía Ptolemaica.

## Fallecimientos
- 10 de septiembre — Qin Shi Huang, primer emperador de China unificada.